# Rosina Buckman

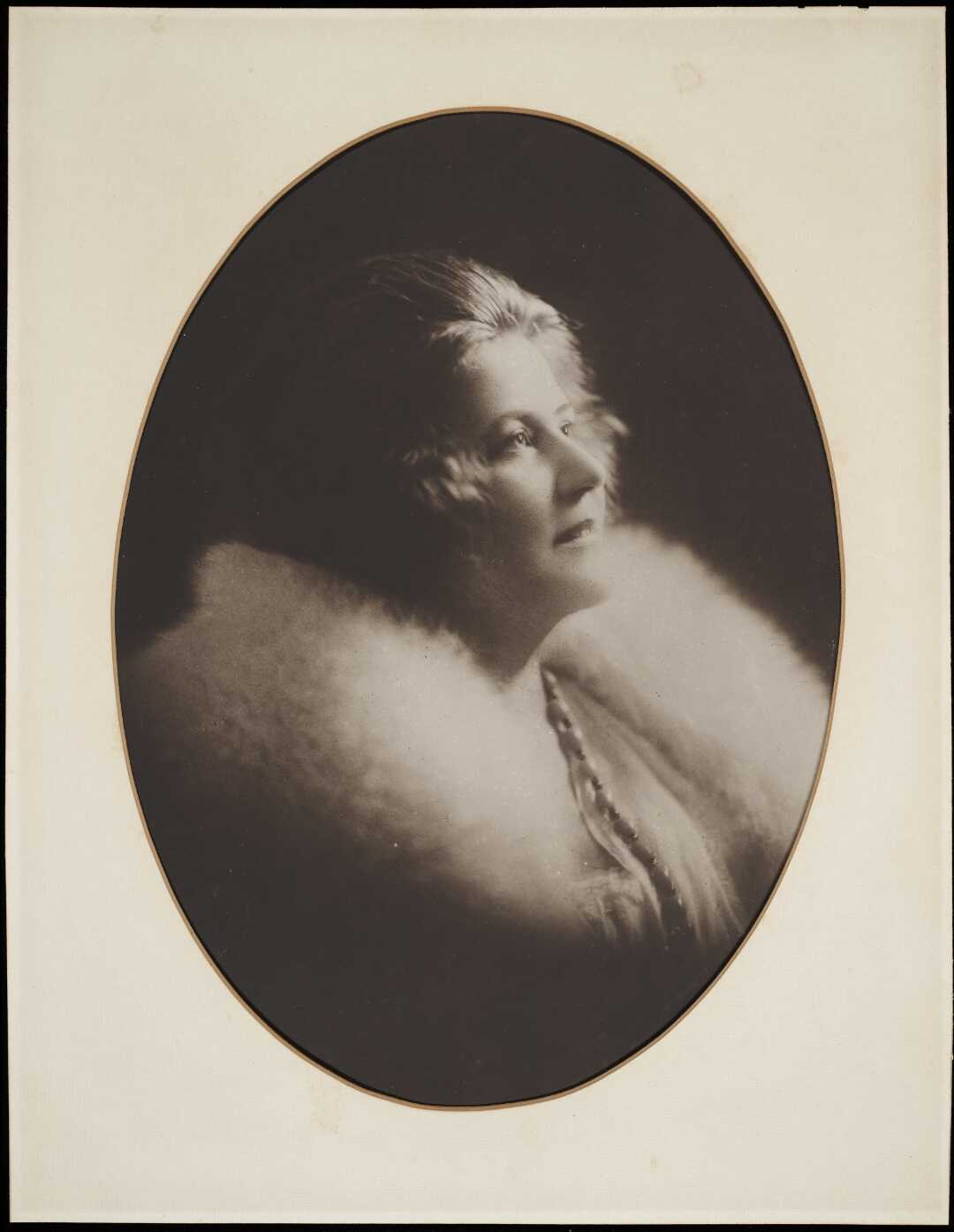
Rosina Buckman
(1920er)

Rosina Buckman (* 16. März 1881 in Blenheim, Marlborough District, Neuseeland; † 31. Dezember 1948 in London, England) war eine neuseeländische Opernsängerin.

## Frühes Leben
Rosina Buckman wurde am 16. März 1881 als Tochter und zweites Kind der Eheleute Henrietta Matilda Chuck, einer ausgebildeten Sängerin und Organistin, und dem Zimmermann John Buckman, in Blenheim im Marlborough District geboren. Rosina zeigte schon sehr früh Anzeichen einer überdurchschnittlichen Stimme für Gesang und wurde zunächst von ihrer Mutter ausgebildet. Nachdem die Familie in den kleinen Ort Āpiti in der Region Manawatū-Whanganui umgezogen war, bekam sie ab 1898 weiteren Unterricht von James Grace, der Chorleiter in der Methodist Church in Palmerston North war und gut 45 km südsüdwestlich von Āpiti zu finden war. Der Chorleiter war es dann auch, der die Begabung von Rosina erkannte und der Familie ihre Ausbildung in Birmingham in England empfahl.

## England
So wurde Rosina nach England geschickt, wo sie bei dem Dirigenten Charles Swinnerton Heap studierte. Nach dessen Tod im Jahr 1900 wechselte sie an die Musikschule des Birmingham and Midland Institute und studierte weiter bei dem  Gesangslehrer George Breedon. Im Juli 1903 verließ sie die Musikschule, nahm Konzertengagements an und konnte davon gerade so leben. Doch sie erkrankte und musste wegen mangelndem Einkommen das Angebot ihrer Eltern annehmen zurück nach Neuseeland zu kommen.

## Neuseeland
Im März 1904 kam sie in Neuseeland an, war genesen und begann mit dem amerikanischen Bariton-Sänger Hamilton Hodges eine Tournee in ihrer Heimat. Nach weiteren Auftritten gab sie dann am 25. September 1905 ihr Operndebüt in der Oper A Moorish maid, einer Produktion von Alfred Hill. Als magische Häuptlingstochter La Zara bewies sie in dem Stück ihre Fähigkeiten für den Operngesang. Mit ihren Auftritten hatte sie 1910 so viel Ansehen erlangt, dass sie in einer von dem Theaterdirektor James Cassius Williamson gegründeten Operngruppe aufgenommen wurde und auf einer Tournee Neuseeland und Australien bereiste.

## Australien
Mit ihren Auftritten in Madama Butterfly von Giacomo Puccini und Carmen von Georges Bizet und weiteren Stücken erntete sie so viel Anerkennung, dass sie sich auf Einladung der von Nellie Melba gegründeten Gruppe anschloss und mit ihr in Sydney und Melbourne auftrat. Melba und ihr irischer Tenor, John McCormack, waren von Rosinas Gesang derart beeindruckt, dass sie sie überredeten mit ihnen zurück nach England zu gehen.

## England
In England angekommen erhielt sie ein Engagement unter der Leitung von Thomas Beecham und ein Vorsingen am Royal Opera House im Stadtbezirk Covent Garden gab ihr die Möglichkeit Anfang 1914 in einer Nebenrollen in einer speziellen Wagner-Serie aufzutreten. Am 20. April trat sie als Musetta in Puccinis La Bohème und im Jahr in weiteren Stücken auf. Während der Zeit des Ersten Weltkriegs gingen ihre Auftritte weiter und selbst ein Luftangriff in London mochte sie nicht stoppen, bis der Theaterintendant des Saal räumen ließ.
Mit einer besonders klarer Aussprache in ihrem Gesang ließ sie ihre Stücke auch auf Schallplatten aufnehmen und nach Ende des Krieges im Mai 1919 spielte sie nach der Wiedereröffnung des Royal Opera House die Hauptrolle in La Bohème abwechselnd mit Nellie Melba sowie in den folgenden zwölf Monaten auch in Madame Butterfly.

## Ehe
Am 24. Dezember 1919 heiratete Rosina in London den Tenor Emile Maurice d'Oisly, behielt aber ihren Namen. Aus der Ehe gingen keine Kinder hervor.

## Weiteres musikalisches Leben
Rosina und ihr Mann hatten gemeinsame Auftritte, sangen aber auch getrennt auf verschiedenen Konzerten. Als im Jahr 1922 die British National Opera Company gegründet wurde, gehörten beide zu den hoch angesehenen Stammgästen. Auch in dem Jahr gingen beide für mehrere Monate auf eine Tournee nach Neuseeland und wurden überall, wo sie auftraten, für ihren Gesang gefeiert. Danach nahmen ihre Auftritte langsam ab, bis sie in den 1930er Jahren ihre öffentlichen Auftritte einstellte und an der Royal Academy of Music als auch privat unterrichtete. Besonders am Herzen lagen ihr Schüler aus ihrem Heimatland, dem sie immer besonders verbunden war. Das zeigte sich auch darin, dass sie auch Māori-Lieder von Alfred Hill sang, von denen der Komponist ihr einen Satz gewidmet hatte.
Rosina Buckman verstarb nach schwerer Krankheit am 31. Dezember 1948 im Alter von 67 Jahren in London.